# Specifieke stoot
De specifieke stoot (vaak naar het Engels specifieke impuls) is een maat voor de efficiëntie van een raket- of straalmotor. Het is per definitie de opgewekte stoot (verandering in impuls (Eng. momentum)) per eenheid stuwstof. Dit is tevens equivalent aan de opgewekte stuwkracht per stuwstofverbruik (stuwstof per tijdseenheid). 
Wordt de hoeveelheid stuwstof uitgedrukt in zijn massa dan heeft de specifieke stoot als eenheid m/s, en wordt het ook wel de effectieve uitstootsnelheid (effective exhaust velocity) genoemd. In dit geval is de specifieke stoot het aantal newton stuwkracht dat opgewekt kan worden bij een verbruik van 1 kg reactiemassa per seconde. Gebruikelijker is echter om het (Aardse) gewicht van de stuwstof (de massa vermenigvuldigd met g) als maat te nemen, waardoor de eenheid van de specifieke stoot de seconde is. Dan is de specifieke stoot het aantal newton stuwkracht dat opgewekt kan worden bij een verbruik van 1 newton reactiemassa per seconde, wat ook kan worden opgevat als de tijdsduur gedurende welke 1 kg reactiemassa een stuwkracht kan opwekken van 1 kilogramkracht (9,81 newton). De twee vormen van specifieke stoot kunnen eenvoudig in elkaar worden omgerekend door te vermenigvuldigen met of delen door g.
Dit is een belangrijke eigenschap van een raketpropellant/reactiemotor. Deze grootheid is een parameter in de raketvergelijking van Tsiolkovski; de vergelijking laat zien dat voor het uitvoeren van manoeuvres de verhouding tussen beginmassa en eindmassa zeer sterk kan afhangen van de specifieke stoot: hoe groter de specifieke stoot hoe lager (gunstiger) deze verhouding.
Hieronder een aantal voorbeelden:
- ionenmotor: 3000 s
- vloeibare waterstof met vloeibare zuurstof: ca. 390 s
- hydrazine (N2H4): 270 s
- waterstofperoxide (H2O2): 140 s

Al naargelang de geraadpleegde bron worden voor diverse combinaties wisselende getallen opgegeven; de specifieke stoot is namelijk afhankelijk van het ontwerp van de gebruikte motor.
Bij de chemische raketmotoren (waarbij de propellant zowel de energie levert als de reactiemassa) geldt in principe hoe hoger de specifieke stoot hoe beter. Bij systemen waarbij andere energie gebruikt wordt, zoals zonne-energie, heeft een zeer hoge specifieke stoot ook een nadeel, namelijk een hoog energieverbruik in verhouding tot de stuwkracht.